# زوند 5
زوند 5 (أو المسبار 5) (بالروسية: Зонд 5)‏ هي مركبة فضائية ضمن برنامج زوند السوفييتي. أصبحت زوند 5 في سبتمبر عام 1968 المركبة الفضائية الثانية التي تسافر إلى القمر وتدور حوله، والمركبة الفضائية الأولى التي تعود إلى الأرض بسلام. حملت زوند 5 الكائنات الحية الأرضية الأولى إلى جوار القمر، وتضمنت سلحفاتين، وبيوض ذباب الفاكهة، ونباتات. خضعت السلحفاتان إلى تغيرات بيولوجية خلال الرحلة، ولكن استُنتج أنّ السبب الرئيسي للتغيرات كان الجوع، ولم تتأثر كثيرًا بالسفر إلى الفضاء.
المركبة الفضائية زوند إصدار من المركبة الفضائية المأهولة الخاصة بالتحليق بجوار القمر سويوز 7 كي-إل1. أُطلقت بواسطة الصاروخ الحامل بروتون كي، وكانت المرحلة العليا عبارة عن بلوك دي لإجراء الدراسات العلمية خلال تحليقها بجوار القمر.

## خلفية
تميزت المركبة زوند 4 بنجاح جزئي من بين أول أربع مهمات ذات مسار محيطي حول القمر أطلقها الاتحاد السوفييتي، وفشلت ثلاث منها. بعد إطلاق المهمة زوند 4 في مارس عام 1968، أُطلقت المهمة التي تليها زوند 1968 إيه في 23 أبريل. فشل الإطلاق عندما أوقف أمر خاطئ بالإلغاء المرحلة الثانية للصاروخ بروتون. أُطلق صاروخ الهروب، وسُحبت وحدة النزول إلى الأمان.. في يوليو، كانت زوند 1968 بي مُعدة للإطلاق عندما انفجر صاروخ المرحلة الثانية بلوك دي على منصة الإطلاق، ما أدى إلى مقتل ثلاثة أشخاص، لكن الأضرار التي أصابت الصاروخ المُعزز الباقي للمرحلة الأولى من بروتون، بالإضافة إلى المركبة الفضائية ذاتها كانت طفيفة.
كان من المخطط في الأصل أن تُحلق مهمة زوند 5 برواد الفضاء حول القمر، لكن أدى الفشل في كل من زوند 1968 إيه، وزوند 1968 بي إلى إرسال السوفييت لمركبة فضائية غير مأهولة عوضًا عن ذلك، وكان ذلك نابعًا من الخوف بسبب الترويج السلبي لرحلة مأهولة غير ناجحة.

## الحمولة
كانت السلحفاتان الروسيتان ضمن الحمولة البيولوجية، وبلغ وزن الواحدة منهما قبل الرحلة 0.34-0.4 كيلوغرام (0.75-0.88). اختار العلماء السوفييت السلاحف لأنه كان من السهل تثبيتها بإحكام. كان هناك أيضًا سلحفاتان استُخدمتا بمثابة عينات مراقبة، بالإضافة إلى وجود أربع سلاحف أخرى في مربى أحيائي. وُضعت اثنتان من السلاحف المُتجهة إلى الفضاء قبل الإطلاق باثني عشر يومًا في المركبة، وحُرمت من الطعام والماء، وحُرمت سلاحف المراقبة أيضًا من الطعام والماء. كانت عملية الحرمان من الطعام جزءًا من التجارب النسيجية الكيميائية والتجارب المورفولوجية في ظروف غير طبيعية « باثومورفولوجيا». تضمنت الحمولة البيولوجية أيضًا بيوض ذبابة الفاكهة، وخلايا القمح، والشعير، والبازيلاء، والصنوبر، والجزر، والطماطم، وعينات من أنواع من الزهور البرية العنكبوتية، وثلاث سلالات من الطحالب الخضراء وحيدة الخلية كلوريلا، وسلالة واحدة من البكتيريا المُستذبية. كان الغرض من إرسال مجموعة متنوعة من أشكال الحياة الأرضية هو اختبار تأثير الإشعاع الكوني عليها. ذكرت الأكاديمية الروسية للعلوم أنّ مقعد الطيار شغله مانيكان مزود بمستشعرات إشعاعية.
طوّر مصنع كازان للبصريات والميكانيكيات حساس إيه إف إيه-بي إيه /40 الذي ثُبِّت على متن المركبة الفضائية. ما منح المركبة القدرة على تصوير الأرض. احتوت زوند 5 أيضًا على كواشف للبروتونات. كان بإمكان زوند 5 إرسال بعض من بياناتها إلى المحطات الأرضية، على الرغم من أنّ البيانات المُخزنة على متنها والتي جُمعت بعد العودة إلى الأرض أقل ضجيجًا.

## المهمة

### الإطلاق والمسار
أُطلقت زوند 5 في 14 سبتمبر عام 1968 الساعة 09:42.10 بالتوقيت العالمي المُنسق من الموقع 81 في ميناء بايكونور الفضائي. انتهى دفع الصاروخ الخاص بالمرحلة الثالثة بعد الإطلاق بـ160 كيلومترًا (99 ميلًا)، وهذا كان بعد الانطلاق من الساحل بـ 251 ثانية.